# Nathaniel Wood
Nathaniel Wood (Morden, Gran Londres, Inglaterra, 8 de mayo de 1993) es un artista marcial mixto británico que compite en la división de peso gallo de Ultimate Fighting Championship (UFC). Debutó a nivel profesional en 2012. Anteriormente compitió para Cage Warriors, donde fue campeón de peso gallo.

## Carrera de artes marciales mixtas

### Carrera temprana
Wood hizo su debut profesional contra James Humphries en el Fusion Fighting Championship: Breakthrough el 18 de febrero de 2012. Ganó el combate por nocaut técnico en el segundo asalto. Pasó a acumular un récord de 9-3, antes de firmar con Cage Warriors.

### Campeón de peso gallo de Cage Warriors

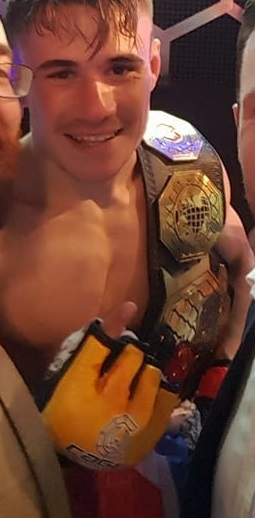
Nathaniel Wood ganó el Campeonato de Peso Gallo de Cage Warriors

Wood estaba programado para hacer su debut en Cage Warriors contra Vaughan Lee en CWFC 82 el 1 de abril de 2017. Originalmente estaban programados para enfrentarse en CWFC 80, antes de que la pelea se pospusiera debido a una anomalía encontrada en el cerebro de Wood en una exploración previa al combate. Wood hizo tambalearse a Lee cerca del comienzo del segundo asalto, y lo persiguió durante el resto del combate, noqueándolo con un derechazo en el minuto 4:22.
Después de su dominante victoria contra Lee, Wood estaba programado para luchar contra Marko Kovacevic por el vacante Campeonato de Peso Gallo de Cage Warriors en CWFC 84 el 2 de junio de 2017. Wood ganó el combate por nocaut técnico en el primer asalto, después de capear algunas derechas tempranas de Kovacic.
Wood estaba programado para hacer su primera defensa del título contra Josh Reed en CWFC 86 el 17 de septiembre de 2017. Reed dominó al campeón durante el breve combate, avanzando con golpes potentes y consiguiendo derribar a Wood con una combinación de golpes. Sin embargo, Wood consiguió ponerse en pie y contrarrestar la embestida de Reed con un golpe de izquierda, ganando el combate por nocaut en el primer asalto.
Wood hizo su segunda y última defensa del título contra Luca Iovine en CWFC 92 el 24 de marzo de 2018. Wood se deshizo rápidamente del retador, dejándolo fuera de combate con un gancho de izquierda a los 50 segundos.
El 5 de abril de 2018 se anunció que Wood había firmado con la UFC.

### Ultimate Fighting Championship
Wood hizo su debut en la promoción contra Johnny Eduardo el 1 de junio de 2018 en UFC Fight Night: Rivera vs. Moraes. Ganó el combate por sumisión en el segundo asalto, y ganó el premio a la Actuación de la Noche.
Wood estaba originalmente programado para enfrentarse a Tom Duquesnoy el 29 de diciembre de 2018 en UFC 232. Sin embargo, Dusquenoy se retiró por una lesión y fue sustituido por Andre Ewell. Ganó el combate por sumisión en el tercer asalto.
Wood se enfrentó a José Alberto Quiñónez el 16 de marzo de 2019 en UFC Fight Night: Till vs. Masvidal. Ganó el combate por sumisión en el segundo asalto.
Wood se enfrentó a John Dodson el 15 de febrero de 2020 en UFC Fight Night: Anderson vs. Błachowicz 2. Perdió el combate por TKO en el tercer asalto.
Se esperaba que se enfrentara a Umar Nurmagomedov el 26 de julio de 2020 en UFC on ESPN: Whittaker vs. Till. Sin embargo, Nurmagomedov se retiró del combate debido al fallecimiento de su tío Abdulmanap Nurmagomedov, y fue sustituido por John Castañeda. Wood ganó el combate por decisión unánime.
Wood se enfrentó a Casey Kenney el 24 de octubre de 2020 en UFC 254. Perdió el combate de ida y vuelta por decisión unánime. Este combate le valió el premio a la Pelea de la Noche.
Wood tenía previsto enfrentarse a Jonathan Martinez el 4 de septiembre de 2021 en UFC Fight Night: Brunson vs. Till. Sin embargo, Wood fue retirado del combate a mediados de agosto por razones no reveladas y sustituido por Marcelo Rojo.
Wood estaba programado para enfrentarse a Liudvik Sholinian el 19 de marzo de 2022 en UFC Fight Night 204. Sin embargo, debido a la guerra en Ucrania, Sholinian no pudo salir del país ni entrenar, por lo que fue reemplazado por Vince Morales. A su vez, pocos días antes del evento, Morales se retiró debido a una enfermedad, y la pelea se reprogramará para un evento futuro.
En su debut en el peso pluma, Wood se enfrentó a Charles Rosa el 23 de julio de 2022 en UFC Fight Night 208. Ganó la pelea por decisión unánime.
Wood enfrentó a Charles Jourdain el 3 de septiembre de 2022 en UFC Fight Night 209.  Ganó la pelea por decisión unánime.
Wood estaba programado para enfrentarse a Lerone Murphy el 18 de marzo de 2023 en UFC 286. Sin embargo, Wood se vio obligado a retirarse del evento debido a una lesión en la pierna.
Wood enfrentó a Andre Fili el 22 de julio de 2023 en UFC on ESPN+ 82. Ganó la pelea por decisión unánime.
Wood enfrentó a Muhammad Naimov el 21 de octubre de 2023 en UFC 294. Perdió la pelea por decisión unánime.
Wood está programado para enfrentarse a Daniel Pineda el 27 de julio de 2024 en UFC 304.

## Campeonatos y logros

### Artes marciales mixtas
- Ultimate Fighting Championship
  - Actuación de la Noche (una vez) vs. Johnny Eduardo[12]
  - Pelea de la Noche (una vez) vs. Casey Kenney[26]

- Cage Warriors
  - Campeonato de Peso Gallo de Cage Warriors (una vez; primero)

## Récord en artes marciales mixtas
| Resultado | Récord | Oponente              | Método                                    | Evento                                       | Fecha                    | Ronda | Tiempo | Localización             | Notas                                                      |
| --------- | ------ | --------------------- | ----------------------------------------- | -------------------------------------------- | ------------------------ | ----- | ------ | ------------------------ | ---------------------------------------------------------- |
| Victoria  | 20-6   | Daniel Pineda         | Decisión (unánime)                        | UFC 304                                      | 17 de julio de 2024      | 3     | 5:00   | Manchester               |                                                            |
| Derrota   | 19-6   | Muhammad Naimov       | Decisión (unánime)                        | UFC 294                                      | 21 de octubre de 2023    | 3     | 5:00   | Abu Dhabi                |                                                            |
| Victoria  | 19-5   | Andre Fili            | Decisión (unánime)                        | UFC Fight Night: Aspinall vs. Tybura         | 22 de julio de 2023      | 3     | 5:00   | Londres                  |                                                            |
| Victoria  | 18-5   | Charles Jourdain      | Decisión (unánime)                        | UFC Fight Night: Gane vs. Tuivasa            | 3 de septiembre de 2022  | 3     | 5:00   | París                    |                                                            |
| Victoria  | 17-5   | Charles Rosa          | Decisión (unánime)                        | UFC Fight Night: Blaydes vs. Aspinall        | 23 de julio de 2022      | 3     | 5:00   | Londres                  | Debut en peso pluma                                        |
| Derrota   | 16-5   | Casey Kenney          | Decisión (unánime)                        | UFC 254                                      | 24 de octubre de 2020    | 3     | 5:00   | Abu Dhabi                | Combate de peso acordado (140 libras). Pelea de la Noche.  |
| Victoria  | 16-4   | John Castañeda        | Decisión (unánime)                        | UFC on ESPN: Whittaker vs. Till              | 26 de julio de 2020      | 3     | 5:00   | Abu Dhabi                |                                                            |
| Derrota   | 15-4   | John Dodson           | TKO (golpes)                              | UFC Fight Night: Anderson vs. Błachowicz 2   | 15 de febrero de 2020    | 3     | 0:16   | Río Rancho, Nuevo México |                                                            |
| Victoria  | 15-3   | José Alberto Quiñónez | Sumisión (estrangulamiento por detrás)    | UFC Fight Night: Till vs. Masvidal           | 16 de marzo de 2019      | 2     | 2:46   | Londres                  |                                                            |
| Victoria  | 14-3   | Andre Ewell           | Sumisión (estrangulamiento por detrás)    | UFC 232                                      | 29 de diciembre de 2018  | 3     | 4:12   | Inglewood, California    |                                                            |
| Victoria  | 13-3   | Johnny Eduardo        | Sumisión (estrangulamiento D'Arce)        | UFC Fight Night: Rivera vs. Moraes           | 1 de junio de 2018       | 2     | 2:18   | Utica, Nueva York        | Actuación de la Noche.                                     |
| Victoria  | 12-3   | Luca Iovine           | KO (puñetazo)                             | Cage Warriors 92                             | 24 de marzo de 2018      | 1     | 0:50   | Londres                  | Defendió el Campeonato de Peso Gallo de Cage Warriors.     |
| Victoria  | 11-3   | Josh Reed             | TKO (puñetazos)                           | Cage Warriors 86                             | 17 de septiembre de 2017 | 1     | 2:19   | Londres                  | Defendió el Campeonato de Peso Gallo de Cage Warriors.     |
| Victoria  | 10-3   | Marko Kovacevic       | KO (puñetazos)                            | Cage Warriors 84                             | 2 de junio de 2017       | 1     | 3:41   | Londres                  | Ganó el vacante Campeonato de Peso Gallo de Cage Warriors. |
| Victoria  | 9-3    | Vaughan Lee           | TKO (puñetazos)                           | Cage Warriors 82                             | 1 de abril de 2017       | 2     | 4:22   | Liverpool                |                                                            |
| Victoria  | 8-3    | Chase Morton          | Sumisión (estrangulamiento por detrás)    | Bellator 158                                 | 16 de julio de 2016      | 2     | 0:48   | Londres                  |                                                            |
| Derrota   | 7-3    | Alan Philpott         | TKO (parada médica)                       | BAMMA 24: Ireland vs. England                | 26 de febrero de 2016    | 3     | 3:40   | Dublín                   | Por el Campeonato de Peso Gallo de Lonsdale.               |
| Victoria  | 7-2    | Bryan Creighton       | Decisión (unánime)                        | BAMMA 23: Night of Champions                 | 14 de noviembre de 2015  | 3     | 5:00   | Birmingham               |                                                            |
| Victoria  | 6-2    | Thiago Aguiar         | Decisión (unánime)                        | Phoenix Fight Night 27                       | 12 de septiembre de 2015 | 3     | 5:00   | Bournemouth              |                                                            |
| Derrota   | 5-2    | Mike Cutting          | Sumisión (barra de brazo)                 | BAMMA 18: Duquesnoy vs. Klaczek              | 21 de febrero de 2015    | 1     | 3:26   | Wolverhampton            |                                                            |
| Victoria  | 5-1    | Steve McCombe         | TKO (lesión en el brazo)                  | Cage Warriors 74                             | 15 de noviembre de 2014  | 1     | 2:23   | Londres                  |                                                            |
| Victoria  | 4-1    | Alexander Bilobrovka  | Sumisión (estrangulamiento por triángulo) | UCMMA 39                                     | 3 de mayo de 2014        | 1     | 0:34   | Londres                  |                                                            |
| Derrota   | 3-1    | Ed Arthur             | Sumisión (estrangulamiento por detrás)    | BAMMA 15: Thompson vs. Selmani               | 5 de abril de 2014       | 3     | 1:48   | Londres                  |                                                            |
| Victoria  | 3-0    | Abdullah Saleh        | KO                                        | UCMMA 38                                     | 1 de febrero de 2014     | 1     | 0;22   | Londres                  |                                                            |
| Victoria  | 2-0    | Grisha Adams          | Sumisión (estrangulamiento por triángulo) | UCMMA 35                                     | 3 de agosto de 2013      | 1     | 3:01   | Londres                  |                                                            |
| Victoria  | 1-0    | Damo Weeden           | TKO (golpes)                              | Fusion Fighting Championship - Reality Check | 9 de febrero de 2013     | 2     | 2:10   | Epsom                    |                                                            |